# Kristnes
Kristnes is een klein plaatsje, meer een gehucht, in het noorden van IJsland in de regio Norðurland eystra. Kristnes heeft 52 inwoners en behoort samen met de grotere plaats Hrafnagil tot de gemeente Eyjafjarðarsveit. Kristnes is bijzonder omdat de Viking Helgi de magere ten tijde van de kolonisatie van IJsland dit stuk land in bezit nam. Hij gooide, net als Ingólfur Arnarson (IJslands eerste kolonist die zich permanent op IJsland zou gaan vestigen) een aantal jaren voor hem, naar destijds vigerend heidens gebruik, twee heilige aan de Noorse god Þor (ofwel Thor) gewijde houten balken (de Öndvegissúlur) overboord, en zwoer dat hij op de plaats waar ze aan land zouden spoelen zijn boerderij zou bouwen. Zijn balken spoelden zo'n 7 kilometer zuidelijk van het huidige Akureyri aan land. Helgi noemde het land Kristnes (Christus' landtong), daarbij vooruitlopend op de kerstening die omstreeks het jaar 1000 zou plaatsvinden (zie Þingvellir).
In 1947 werd hier een sanatorium geopend, het eerste grote gebouw op IJsland dat via warmwaterbronnen werd verwarmd.